# Montanha d'Uishèra
La Montanha d'Uishèra es una montaña de los Pirineos de 2339 metros, situada en la comarca del Valle de Arán en la provincia de Lérida (España).

## Descripción
La Montanha d'Uishèra está situado entre los términos municipales de Arrés y Vilamós. Cerca del mismo se encuentra el Tuc de Sacauva.